# David Stirling

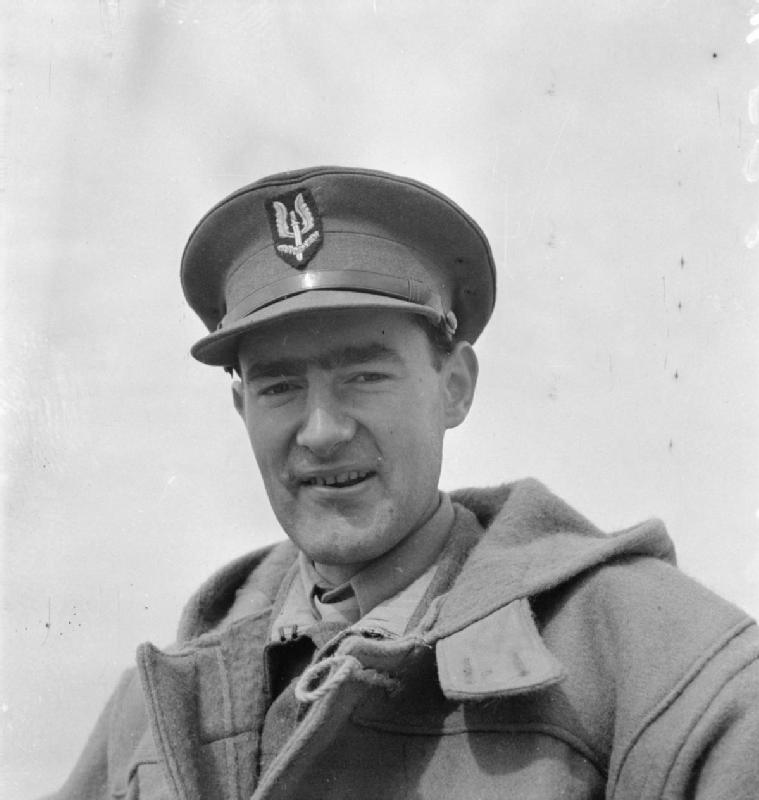
David Stirling im Zweiten Weltkrieg

Sir Archibald David Stirling, DSO OBE (* 15. November 1915 in Lecropt; † 4. November 1990 in London) war ein schottischer Laird, Bergsteiger, Offizier der britischen Armee, Gründer des Special Air Service und Privatmilitär.

## Leben
David Stirling wurde nahe Stirling im Haus seiner Eltern geboren. Seine Eltern waren Archibald Stirling of Keir und Margaret Fraser, Tochter von Simon Fraser, 13. Lord Lovat, einem direkten Nachfahren von König Karl II. von England. Simon Fraser, 15. Lord Lovat, war sein Cousin.
1937 trat David Stirling in die Scots Guards ein. 1940 meldete er sich freiwillig zu Kommandooperationen der britischen Armee. Nach der Auflösung seines Kommandos am 1. August 1941 war er immer noch davon überzeugt, dass in kriegerischen Auseinandersetzungen eine kleine Mannschaft von hochspezialisierten Soldaten mehr ausrichten kann als ein ganzer Zug konventioneller Streitkräfte.
Da er keine Möglichkeit sah, auf regulärem Wege den Beweis für seine Theorie anzutreten, überzeugte er Claude Auchinleck davon, ihm die Führung einer solchen Operation zu überlassen. Ihm wurde das Kommando über das „L Detachment, Special Air Service Brigade“ (SAS) übertragen, offiziell eine Einheit in Bataillonsstärke der existierenden Brigaden in Nordafrika.
Die erste Operation der Einheit zur Aufklärung als Fallschirmjäger hinter feindlichen Linien war ein totaler Misserfolg. Nur ein Drittel der Einheit erreichte den vereinbarten Sammelpunkt.
Mit geänderter Taktik durch Angriffe zu Fuß im Schutz der Wüstennacht unter Hilfe der Long Range Desert Group war die Einheit dann endlich erfolgreich. Nach der Zuteilung eigener Geländewagen und wendiger Kleinlaster, die man mit Maschinengewehren aufrüstete, wurde die SAS unter Stirlings Führung rasch zu einer gefürchteten, hinter den deutsch-italienischen Linien operierenden Truppe, die unter anderem an die 250 Flugzeuge und große Mengen von kriegswichtigem Material zerstörte, vor allem aber ein permanenter „Dorn im Fleisch“ von Rommels Truppen war.

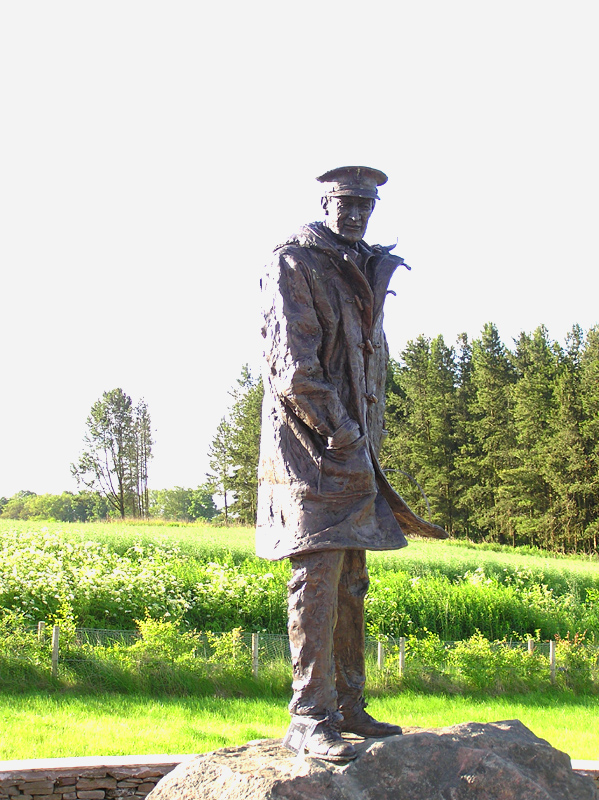
Statue von David Stirling nahe Doune, Schottland

Im Januar 1943 wurde er von den Deutschen gefasst, entkam der Gefangenschaft jedoch viermal, bevor er im Oflag IV-C auf Schloss Colditz für den Rest des Krieges interniert wurde. Das Kommando der SAS übernahmen nach Stirlings Gefangennahme bis Kriegsende sein Bruder Bill und der nordirische Boxer, Rugbyspieler und Jurist Major Blair („Paddy“) Mayne, den Feldmarschall Montgomery für die Auszeichnung mit dem Victoria Cross vorschlug.
Nach dem Zweiten Weltkrieg betätigte sich Stirling unter anderem als Waffenhändler, Privatmilitär – bzw. Organisator von Söldnern – und Politiker.
Am 30. Dezember 1989 wurde David Stirling zum Ritter geschlagen und starb im folgenden Jahr.

## Sonstiges
Nach ihm benannt ist das Stirling House im Welbeck College.
2002 wurde zu seinen Ehren ein SAS-Ehrenmal errichtet, welches ihn auf einem Stein stehend darstellt.